# Umborotula
Umborotula is een geslacht van sponsdieren uit de familie van de Spongillidae.

## Soort
- Umborotula bogorensis (Weber, 1890)